# 자학의 시
《자학의 시》는 일본의 ‘주간 보석'에 연재되었던 고다 요시이에의 4컷 만화로, 국내에는 세미콜론에서 단행본 2권으로 2009년 12월에 출간되었다. 2007년에 쓰쓰미 유키히코 감독이 영화로 만들었다.

## 개요

### 만화
‘난폭한 백수건달과 함께 살지만 끊임없이 행복하다고 말하는 여자’라는, 어찌 보면 논쟁적으로 느껴질 『자학의 시』는 한 만화를 두고 토론을 벌이는 프로그램인 「BS 만화야화」에서 소개되어 전 일본에 열풍을 몰고 왔었다. 1985년부터 1990년까지 잡지 《주간 보석》에 연재한 에피소드 중 유키에와 이사오의 이야기를 중심으로 펴낸 『자학의 시』는 꾸준히 독자들의 호응을 얻고는 있었지만, 2004년 이 프로그램 방송 후 더욱 엄청난 반응을 이끌어냈다. 이 프로그램에서 패널 전원이 감탄하며 ‘일본에서 가장 눈물 나는 4컷 만화’로 극찬했기 때문이다.
이 책에 나오는 에피소드는 무척 일상적이고 사소하다. 그러나 그 사소한 장면들이 이어지면서 어머니에게 버림받고, 무능하고 철없는 아버지 때문에 고생만 하다가 결국 거리의 여자로 전락했던 유키에, 야쿠자 조직원이었다가 한 여자를 위해 인생을 바꾸는 이사오의 절절한 드라마가 만들어진다. 여기에 유키에를 짝사랑하는 식당 사장, 옆집 아줌마와 아줌마가 좋아하는 마을회장님 등 주변 인물들의 사연이 더해지면서 아기자기한 재미와 감동이 있는 ‘우리 동네 사람들’의 이야기가 흘러간다.

### 단행본
고다 요시이에『자학의 시』(전 2권) 세미콜론
1. 1권 (2009년, ISBN 978-89-8371-995-9)
2. 2권 (2009년, ISBN 978-89-8371-996-6)

### 트리비아
배우 하연수가 만화 『자학의 시』를 "인상 깊게 봤다.", "읽으면서 많이 울었다."고 밝힌 바 있다.

## 영화
만화를 원작으로 한 영화이다. 일본에서 2007년 10월 27일에 개봉됐으며, 한국에서는 개봉되지 않았다 캐치프레이즈는 "어머니, 저는 언제나 불행했어요."

### 출연
- 모리타 유키에: 나카타니 미키, 오카 타마키(중학생 시절)
- 하야마 이사오: 아베 히로시
- 아사히 식당 주인: 엔도 겐이치
- 모리타 아키코: 사다 마유미
- 보스: 류 라이타
- 중년남: 마쓰오 스즈키
- 아사히 식당 손님: 고다 요시이에 (원작자)